# بوبي ستار
بوبي ستار (بالإنجليزية: Bobby Starr)‏ هو مغني أمريكي، ولد في 19 يناير 1937.